# 天秀駅
天秀駅（てんしゅうえき）は、香港新界元朗区にある、香港鉄路 (港鉄 MTR)軽鉄の駅である。

## 利用可能な系統
香港鉄路軽鉄
■705系統
■706系統

## 駅周辺
- 天秀路公園（中国語版）
- 慧景軒（中国語版）
- 天睛邨（中国語版）
- 天富苑（中国語版）
- 香港学生輔助会小学
- 中華基督教会方潤華中学（中国語版）
- 香港湿地公園